# Hugo Sconochini
Hugo Sconochini, Hugo Ariel Sconochini, né le 1er avril 1971 à Cañada de Gómez, est un joueur argentin de basket-ball, évoluant au poste de Arrière-Ailier.

## Club
- 1989-1990 :  Sport Club Canada de Gomez
- 1990-1993 :  Viola Reggio de Calabre
- 1993-1995 :  Olimpia Milano
- 1995-1996 :  Virtus Roma
- 1996-1997 :  Panathinaïkos
- 1997-2001 :  Virtus Bologna
- 2001-2002 :  TAU Ceramica Vitoria
- 2002-2004 :  Olimpia Milano
- 2004-2006 :  Virtus Roma
- depuis 2007 :  U.C. Piacentina Basket

- Euroligue 1998, 2001
- Finaliste de l'Euroligue 1999
- Finaliste de la Coupe Saporta 2000
- Finaliste de la Coupe Korać 1995
- Champion d'Italie 1998
- Coupe d'Italie 1999, 2001

### Équipe nationale
- Jeux olympiques d'été
  -  Médaille d'or aux Jeux olympiques de 2004 à Athènes, en Grèce
- Championnat du monde masculin de basket-ball
  -  Médaille d'argent au Championnat du monde de basket masculin 2002, aux États-Unis
  - 8e du Championnat du monde de basket-ball masculin 1998, en Grèce